# Johan Christian Clausen Dahl

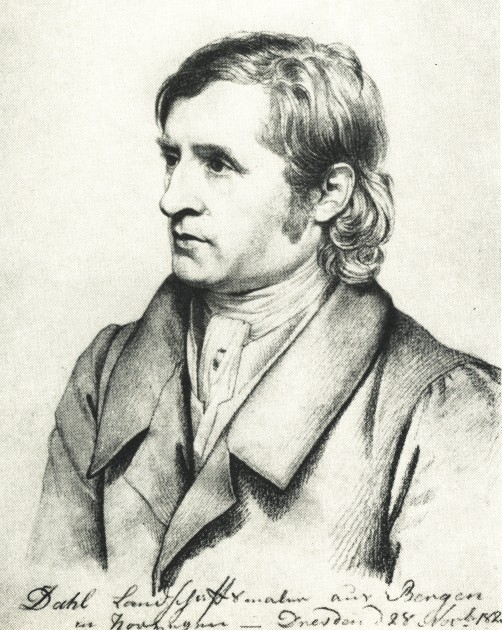
Johan Christian Clausen Dahl von Carl Christian Vogel von Vogelstein (1823)

Johan Christian Clausen Dahl (* 24. Februar 1788 in Bergen (Norwegen); † 14. Oktober 1857 in Dresden; oft I. C. Dahl oder J. C. Dahl genannt) war ein norwegischer Landschaftsmaler der Romantik und enger Freund von Caspar David Friedrich. Von 1818 bis 1857 lebte und wirkte er in Dresden. Dahl war Mitglied der Kunstakademien in Kopenhagen (seit 1827), Stockholm (seit 1832) und Berlin (seit 1834).

## Leben und Leistungen

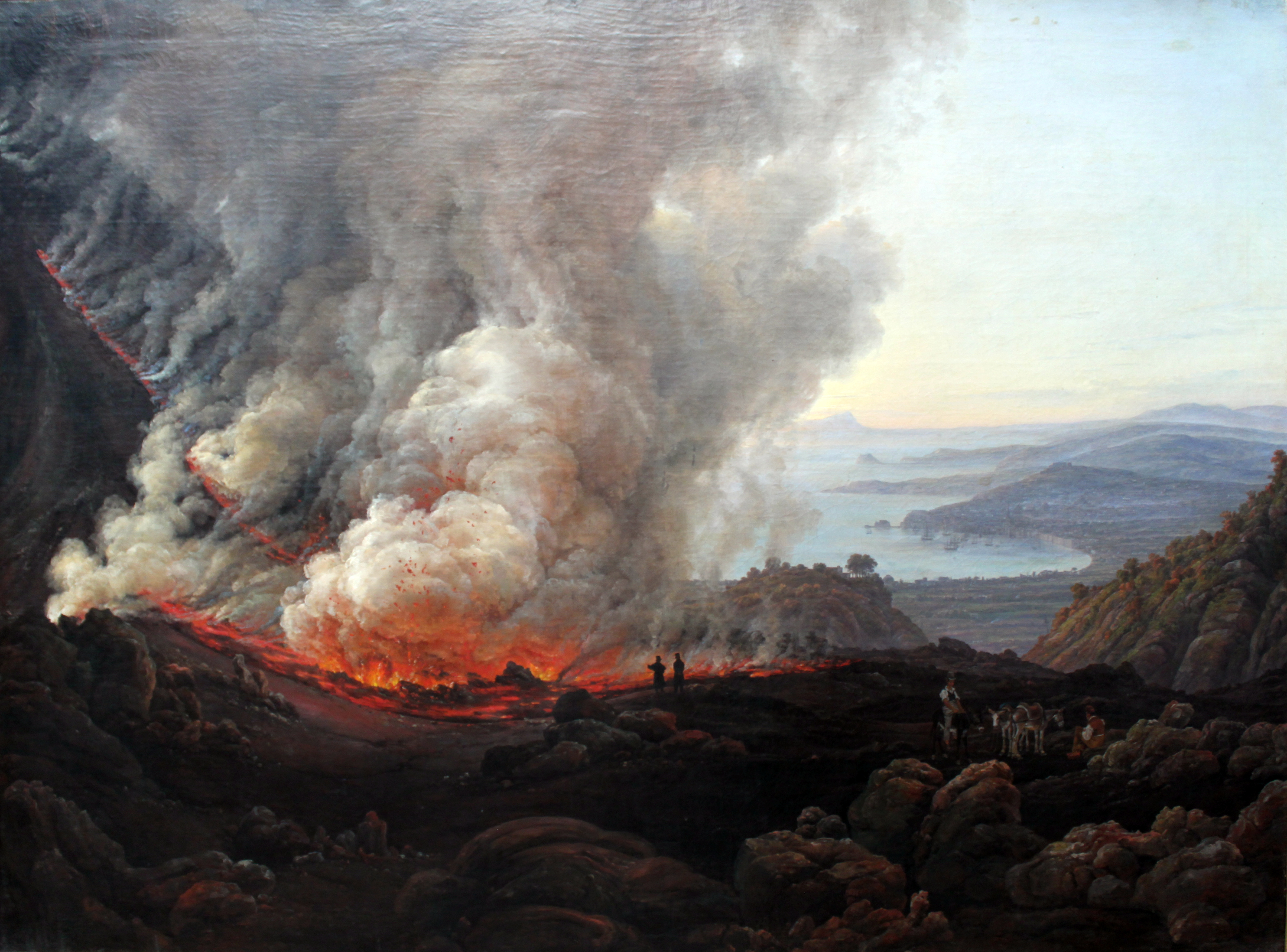
Dahl: Ausbruch des Vesuv im Dezember 1820

Dahls Vater Claus Dahl (1750–1823) war Fischer und Fährmann, seine Mutter Elsa Birgitte Johnsdatter starb 1828. Von 1803 bis 1809 absolvierte er eine Lehre als Dekorationsmaler in Bergen/Norwegen. Im Jahr 1811 bezog er die Kunstakademie Kopenhagen, wo er bei Christian August Lorentzen studierte. 1818 zog er nach Dresden. Dort begann er im September 1818 eine enge Freundschaft mit Caspar David Friedrich – bei dem er „An der Elbe 33“ ab April 1823 auch wohnte und arbeitet. 1820 wurde er Mitglied der Dresdner Kunstakademie. Am 12. Juni 1820 heiratete er Emilie von Block – die Tochter von Caroline von Bege († 1816) und des seinerzeit wegen Unterschlagung im Zuchthaus sitzenden Konservators Peter Ludwig Heinrich von Block. Bereits einen Tage nach der Hochzeit begab sich Dahl auf Einladung des dänischen Kronprinzen Christian Frederik für zehn Monate zur Studienreise nach Italien. In Rom schloss er sich 1821 dem Kreis um Bertel Thorvaldsen an. Ab 1. August 1820 war er in Neapel, wo er zunächst mit dem dänischen Hofstaat in der Villa Quisisana südlich von Neapel logierte. Im Dezember 1820 fertigte er auf dem gerade aufgebrochenen Vulkan Vesuv – den er mehrfach bestieg – Skizzen für spätere Ölgemälde, darunter eine Auftragsarbeit für den Kronprinzen Christian Frederik.

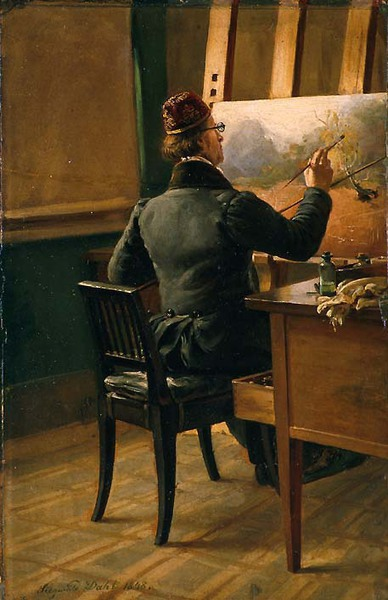
Professor Dahl an der Staffelei (1848), gemalt von seinem Sohn Siegwald Dahl

Fünfmal reiste Dahl in den Jahren 1826, 1834, 1839, 1844 und 1850 in seine nordische Heimat zurück. 1847 reiste er gemeinsam mit seinem Sohn und Malschüler Siegwald Johannes Dahl nach Paris und Brüssel.
Sowohl auf die norwegische wie auf die deutsche Landschaftsmalerei übte Dahl einen großen Einfluss aus. Zu seinen Schülern gehörten u. a. Ernst Helbig, Christian Friedrich Gille, Julius von Leypold, Ernst Ferdinand Oehme, Carl Christian Sparmann, Heinrich Stuhlmann, Johann Friedrich Wilhelm Wegener, Albert Emil Kirchner, Thomas Fearnley, Knud Baade und Peder Balke.
1837 veröffentlichte Dahl ein illustriertes Werk über norwegische Stabkirchen. Außerdem sorgte er dafür, dass die zum Abriss vorgesehene Kirche des norwegischen Ortes Vang – die Stabkirche Wang – vom preußischen König aufgekauft und im niederschlesischen Krummhübel im Riesengebirge wiedererrichtet wurde. In seinem Heimatland setzte sich Dahl maßgeblich für die Gründung der Nationalgalerie Oslo (1842) sowie die Restaurierung des Nidarosdoms in Trondheim (seit 1841) und der Festung Bergenhus in Bergen ein.
Dahl starb am 14. Oktober 1857 und wurde auf dem Dresdner Eliasfriedhof im Feld A 21-14 begraben. Am 29. Mai 1934 wurden seine Gebeine an seinen Geburtsort Bergen überführt.

Gedenkstele für Caspar David Friedrich (linke Seite) und Johan Christian Clausen Dahl (rechte Seite) in Dresden, ehemals An der Elbe 33, heutiges Terrassenufer 15.

Am 22. November 2024 wurde am Orte seiner ehemaligen, gemeinsamen mit Caspar David Friedrich in Dresden „An der Elbe 33“ bewohnten, Wohnung eine Gedenkstele eingeweiht.

## Familie
Nach dem frühen Tod seiner ersten Ehefrau Emilie von Block im Jahre 1827 heiratete er im Januar 1830 seine Schülerin Amalie von Bassewitz, die Ende des Jahres 1830 ebenfalls im Kindbett verstarb. Dahl hatte insgesamt fünf Kinder, von denen nur zwei das Kleinkindalter überlebten. Hierbei handelt sich um Kinder aus erster Ehe, Caroline Elisabeth Dahl, spätere Bull (geb. 1822) und den Tiermaler Siegwald Johannes Dahl (1827–1902).

## Auszeichnungen
- 1839: Wasaorden
- 1840: Ritter des Dannebrogordens
- 1847: Ritter des St.-Olavs-Orden
- 1853: Roter Adlerorden 4. Klasse

## Werkauswahl

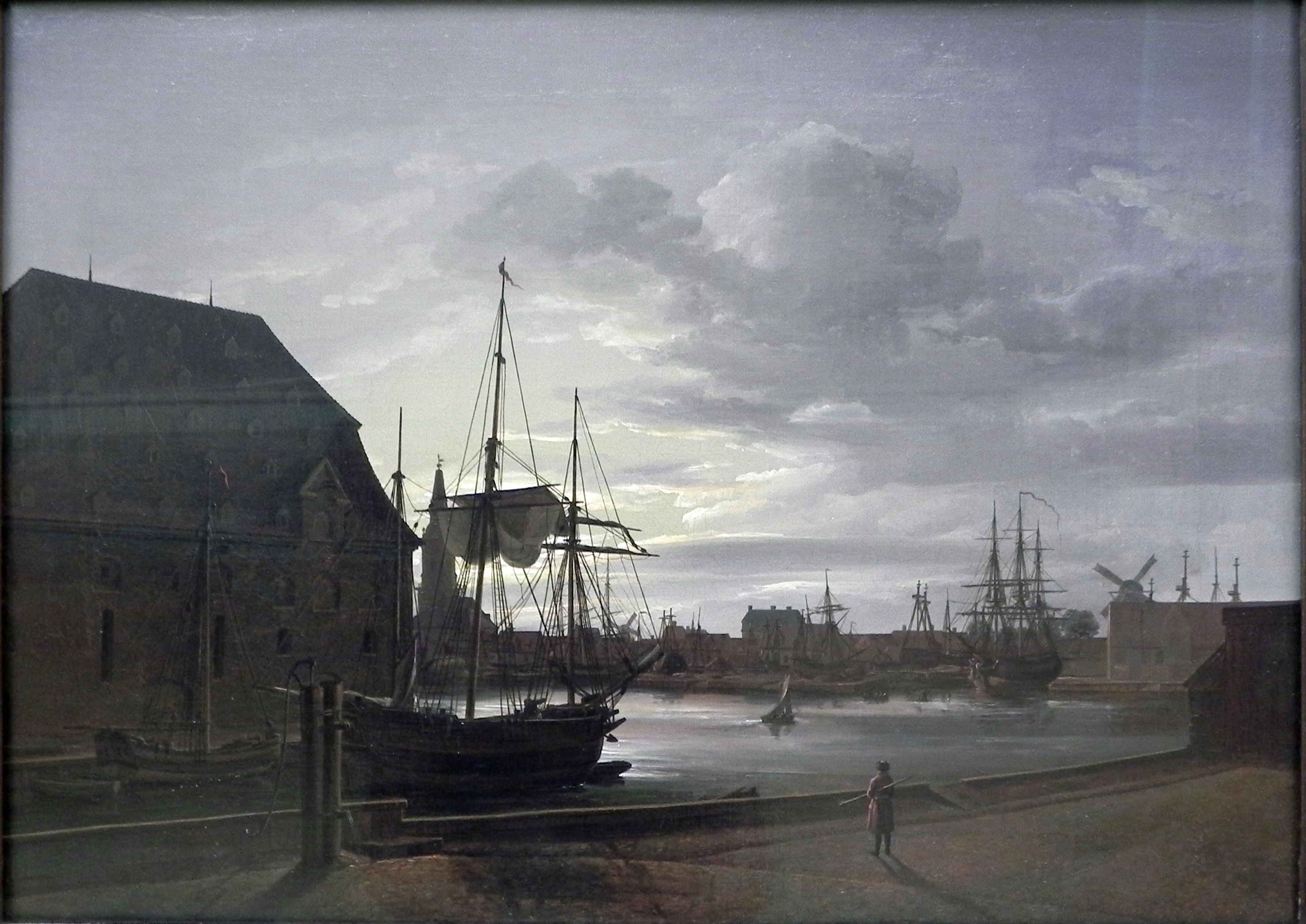
Frederiksholms Kanal in Kopenhagen mit dem Brauhaus Christians IV. (1817)

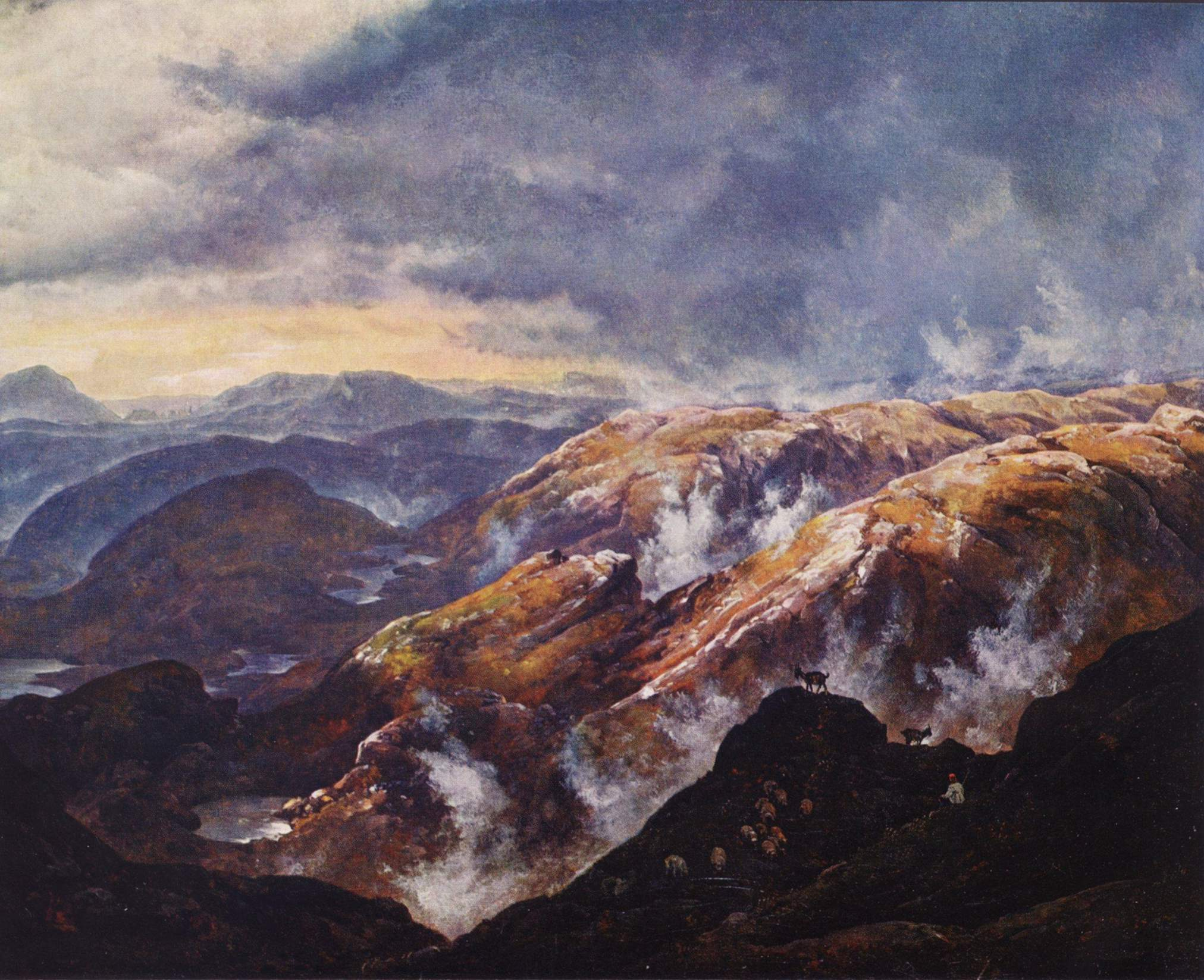
Lyshornet bei Bergen (1836)

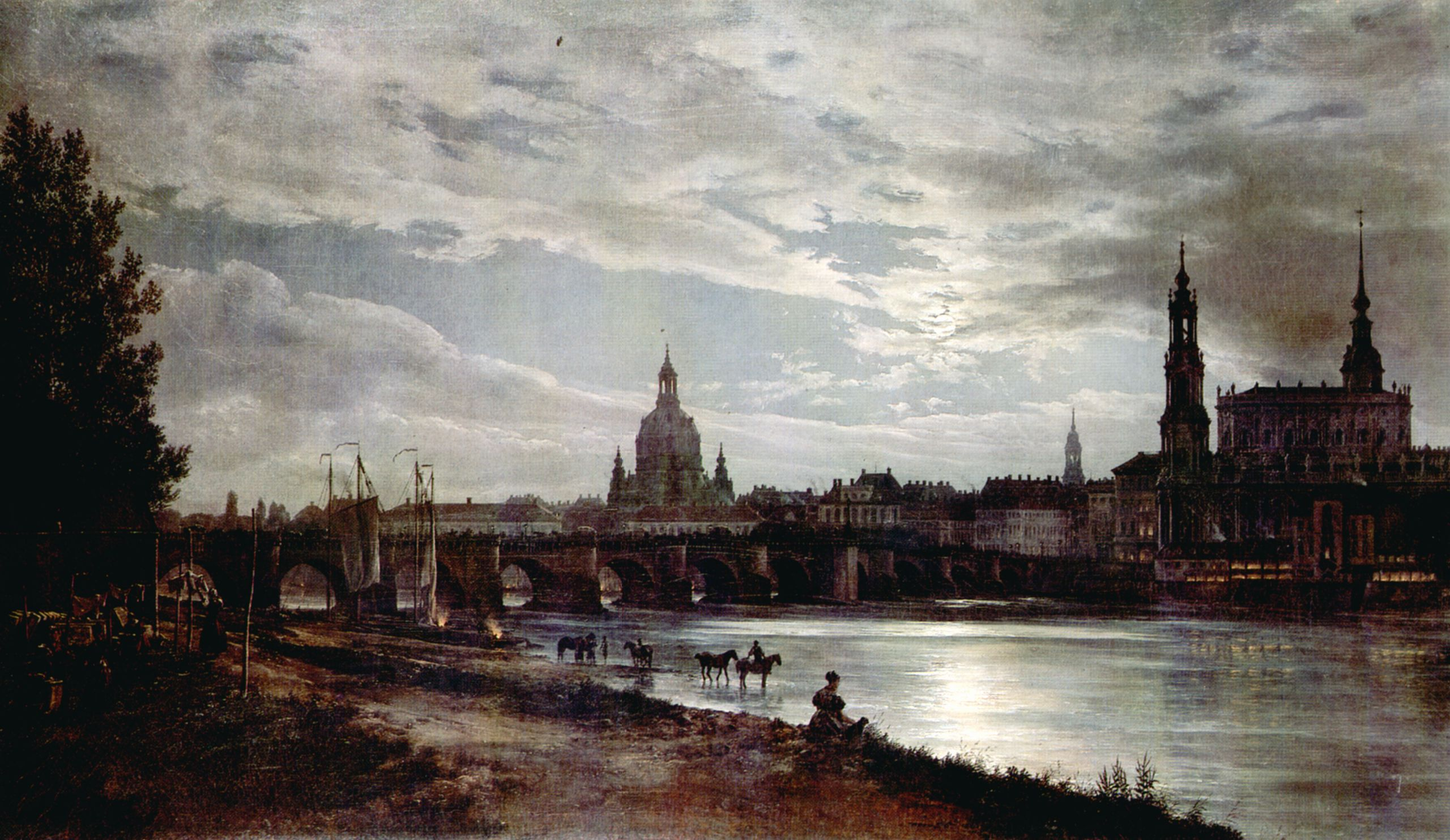
Blick auf Dresden bei Vollmondschein (1839)

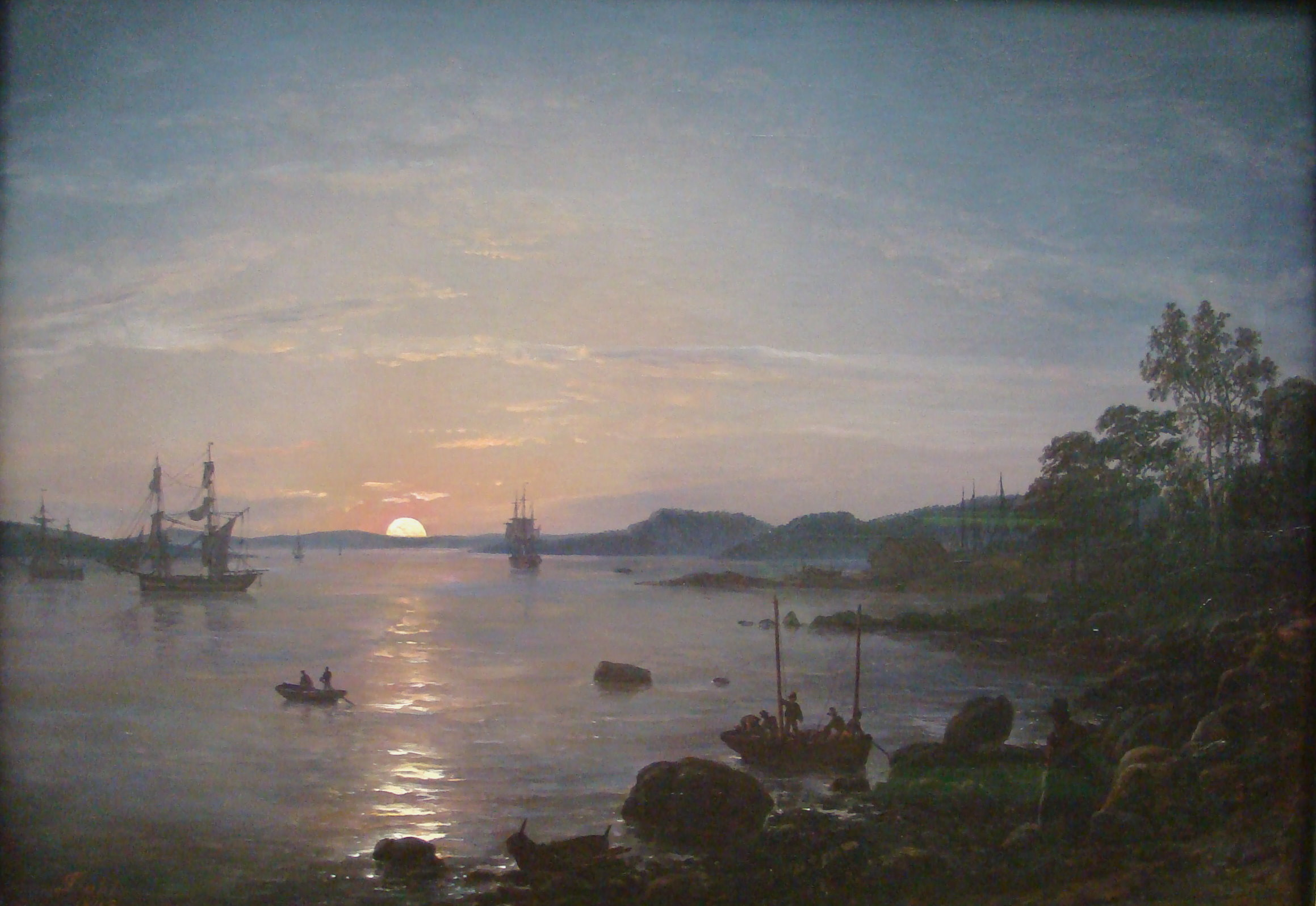
Fjord bei Holmestrand (1843), Alte Nationalgalerie, Berlin

- 1816: Kallehauge bei Vordingborg, Öl auf Leinwand, 180 × 250 cm, Billedgalleri, Bergen
- 1817: Frederiksholms Kanal in Kopenhagen mit dem Brauhaus Christians IV. Öl auf Leinwand, 42 × 60 cm, Neue Pinakothek, München
- 1818: Blick auf den Sund, Öl auf Leinwand, 37 × 59 cm, Nasjonalgalleriet, Oslo
- 1819: Morgen nach einer Sturmnacht, Öl auf Leinwand, 74 × 105 cm, Neue Pinakothek, München
- 1820: Prinzessin Caroline Amalie, Papier, 22 × 16 cm, Nasjonalgalleriet, Oslo
- 1820: Schlucht in der Sächsischen Schweiz, Öl auf Leinwand, 63 × 48 cm, Neue Pinakothek, München
- 1820: Der Ausbruch des Vesuvs, Öl auf Leinwand, 93 × 138 cm, Nasjonalgalleriet, Oslo
- 1820: Die Kaserne bei Pizzofalcone, Papier, 30 × 44 cm, Nasjonalgalleriet, Oslo
- 1821: Blick von Pimonta auf die Bucht von Neapel, 1821, Hamburger Kunsthalle
- 1822: Küstenansicht nahe Castellamare, Öl auf Leinwand, Kunstsammlungen Chemnitz
- 1822: Partie im großen Garten bei Dresden. Öl auf Leinwand.
- 1823: Mühle im Liebethaler Grund, Öl auf Leinwand, 26 × 37,5 cm, Galerie Neue Meister, Dresden
- 1824/1825: Hünengrab nahe Vordingborg im Winter, Öl auf Leinwand, 75 × 106 cm, Museum der bildenden Künste Leipzig
- 1827: Bauta am Sognefjord, Öl auf Leinwand, 62 × 76 cm, Privat-Sammlung, Oslo
- 1831: Schiffbruch an der norwegischen Küste, Öl auf Leinwand, Hamburger Kunsthalle
- 1836: Lyshornet bei Bergen, Öl auf Leinwand, 41 × 50 cm, Nasjonalgalleriet, Oslo
- 1836: Fortundal, Öl auf Leinwand, 199 × 265 cm, Nasjonalgalleriet, Oslo
- 1838: Hellefoss, Öl auf Leinwand, 98 × 155 cm, Nasjonalgalleriet, Oslo
- 1839: Blick auf Dresden bei Vollmondschein, Öl auf Leinwand, 78 × 130 cm, Galerie Neue Meister, Dresden
- 1840: Swinemünde bei Mondschein, Pommersches Landesmuseum, Greifswald[8]
- 1842: Frogner Gut, Privat-Sammlung
- 1842: Ansicht von Stalheim, Öl auf Leinwand, 191 × 246 cm, Nasjonalgalleriet, Oslo
- 1843: Dresden im Mondschein, Öl auf Leinwand, 67 × 101 cm, Sammlung Rasmus Meyer, Bergen
- 1849: Birke im Sturm, Öl auf Leinwand, 92 × 73 cm, Billedgalleri, Bergen
- 1852: Maridalen, Öl auf Leinwand, 52,5 × 81,5 cm, Galerie Neue Meister, Dresden
- 1854: Mabødalen, Öl auf Leinwand, 71 × 110 cm, Sammlung Rasmus Meyer, Bergen